# Koekkoek (Familie)
Die niederländische Familie Koekkoek brachte über fünf Generationen (1778–1989) siebzehn Maler hervor.
Viele der aus der Familie stammenden Künstler widmeten sich der romantischen Landschafts- und Marinemalerei. Ihre Werke werden in internationalen Museen gezeigt. Das B.C. Koekkoek-Haus in Kleve ist seit 1960 ein Museum für die Arbeiten der Familie.

## Genealogische Darstellung (nur Maler)
1. Johannes Hermanus Koekkoek (1778–1851), Marinemaler, Stammvater, verheiratet mit Anna van Koolwijk, ihre Tochter war Anna Koekkoek (* 1812).
Ihre vier Söhne wurden Maler:
  1. Barend Cornelis Koekkoek (1803–1862) Landschaftsmaler, verheiratet mit Elise Thérèse Daiwaille;
zwei ihrer fünf Töchter wurden Malerinnen:
    1. Adèle Koekkoek (1838–1919), geborene Adelaide Alexandrine, Malerin von Stillleben und Landschaften;
    2. Maria Louise Koekkoek (1840–1910), Landschaftsmalerin;

  2. Marinus Adrianus Koekkoek der Ältere (1807–1868), Landschaftsmaler;
sein Sohn war:
    1. Pieter Hendrik Koekkoek (1843–1890 oder 1910), Landschaftsmaler;

  3. Johannes Koekkoek (1811–1831), Marine- und Landschaftsmaler;
  4. Hermanus Koekkoek der Ältere (1815–1882), Marine- und Landschaftsmaler, verheiratet mit Johanna Maria de Soet, hatte drei Töchter Anna Elisabeth (* 1842), Elisabeth Johanna Maria (* 1845) und Johanna Maria (* 1848) und vier Söhne:
    1. Hermanus Koekkoek der Jüngere (1836–1909), Marine- und Landschaftsmaler;
sein Sohn war:
      1. Stephen Robert Koekkoek (1887–1934), Landschaftsmaler, Post-Impressionist, verheiratet mit Nella Azzoni, ein Sohn;

    2. Willem Koekkoek (1839–1895), Marine- und Landschaftsmaler, verheiratet mit Johanna Hermina;
ihre Söhne waren:
      1. Hermanus Willem Koekkoek (1867–1929), Militär-, Landschaft- und Marinemaler, Zeichner, Aquarellist und Illustrator, hatte mit Louise Johannah de Layen eine Tochter:
        1. Louise Hermina Carry May Koekkoek (1898–1989), Bildhauerin und Malerin;

      2. Marinus Adrianus Koekkoek der Jüngere (1873–1944), Tier- und Landschaftsmaler;
 sein Sohn war:
        1. Cornelis Koekkoek (1903–1982), Maler, Lithograf und Grafiker, später verurteilter NS-Propagandist

    3. Johannes Hermanus Barend Koekkoek (1840–1912), Marinemaler;
sein Sohn war:
      1. Gerard Johannes Koekkoek (1871–1956), Marinemaler;

    4. Barend Hendrik Koekkoek (1849–1902), Landschaftsmaler, verheiratet mit Carolina Allardina Cornelia Pierson (1854–vor 1909).

## Abbildungen von Mitgliedern der Familie

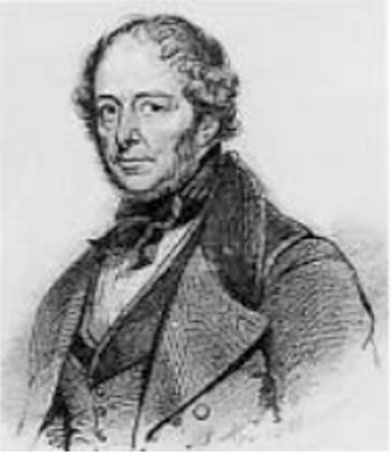
Johannes Hermanus Koekkoek (1778–1851)
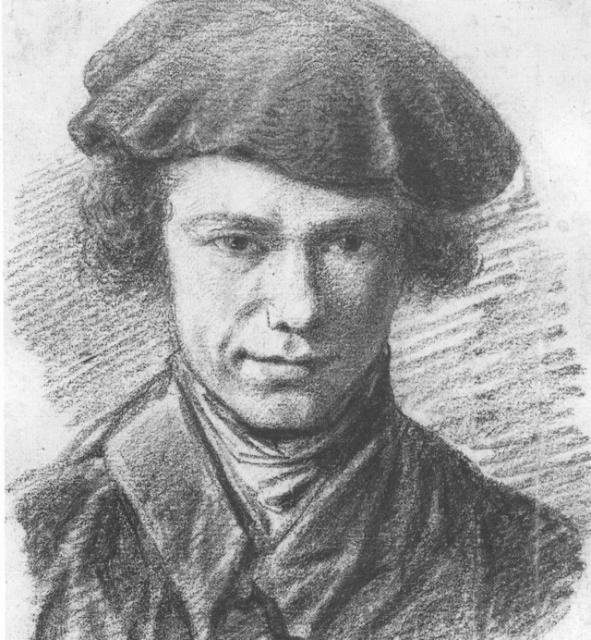
Barend Cornelis Koekkoek (1803–1862)
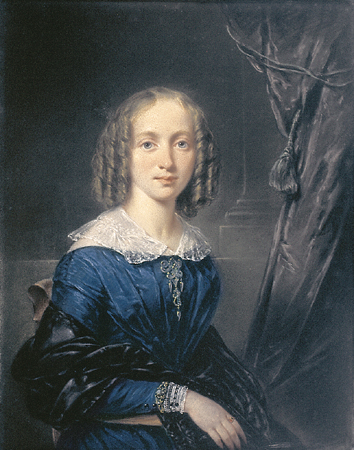
Elise Thérèse Daiwaille–Koekkoek (1814–1881)
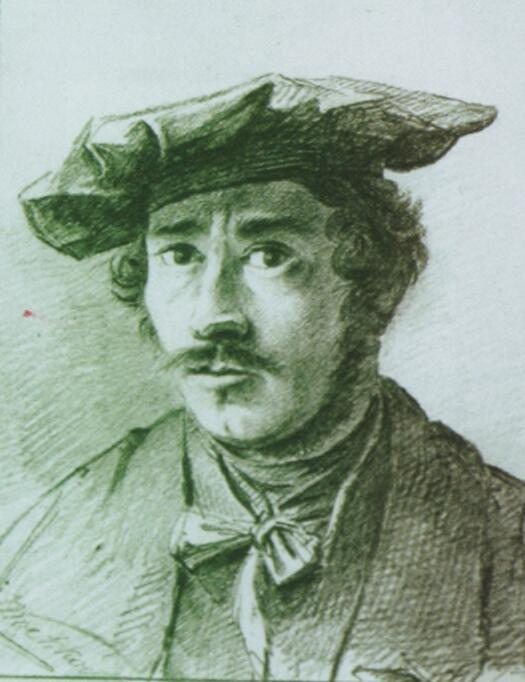
Marinus Adrianus Koekkoek der Ältere (1807–1868)
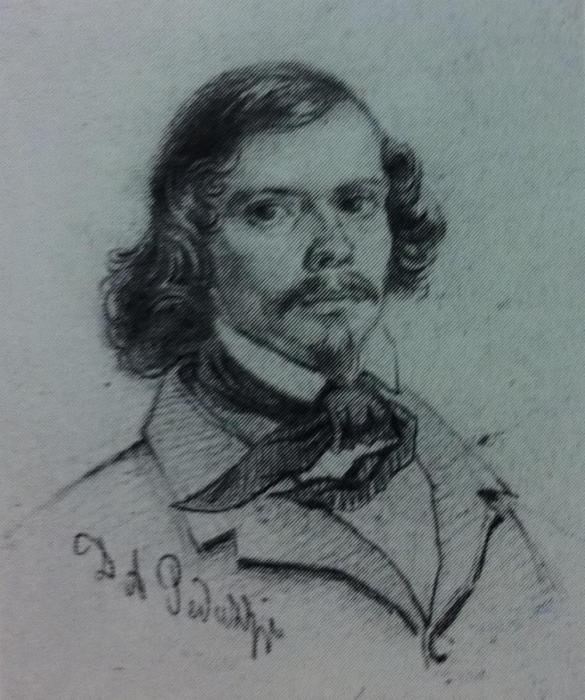
Hermanus Koekkoek der Ältere (1815–1882)
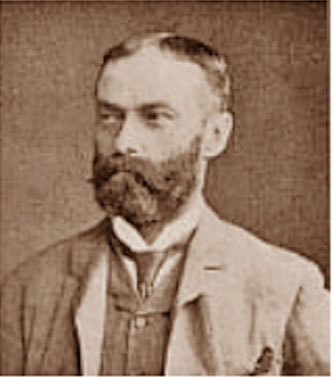
Hermanus Koekkoek der Jüngere (1836–1909)
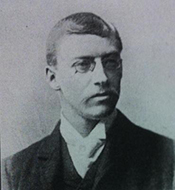
Willem Koekkoek (1839–1895)
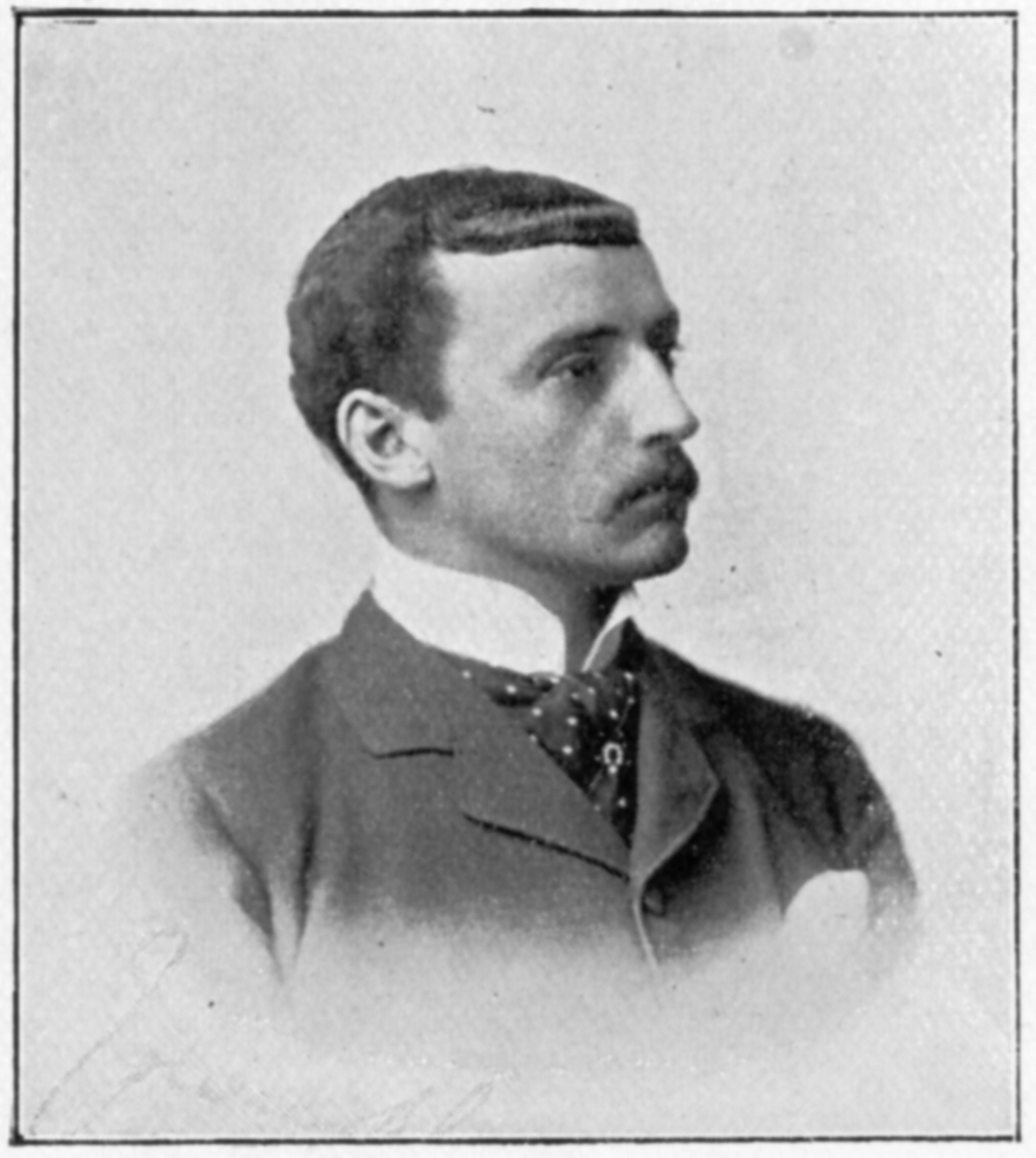
Johannes Hermanus Barend Koekkoek (1840–1912)
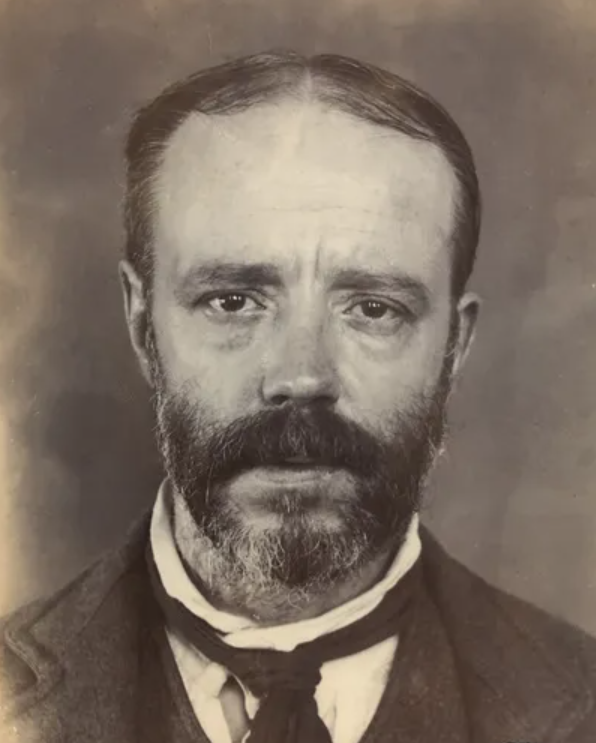
Barend Hendrik Koekkoek (1849–1902)
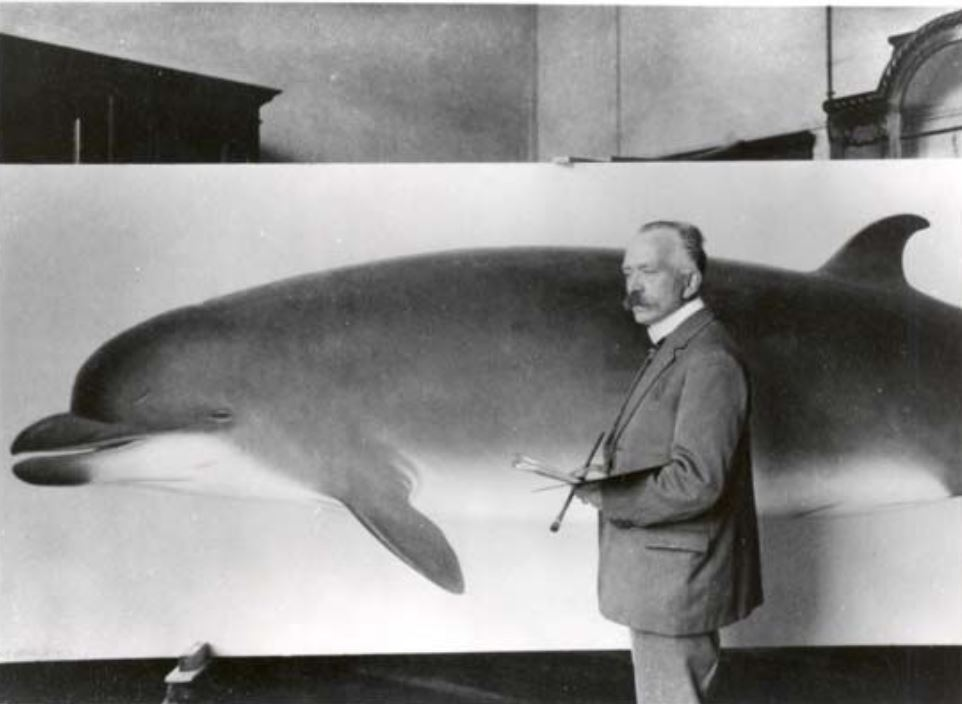
Marinus Adrianus Koekkoek der Jüngere (1873–1944)
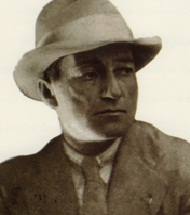
Stephen Robert Koekkoek (1887–1934)
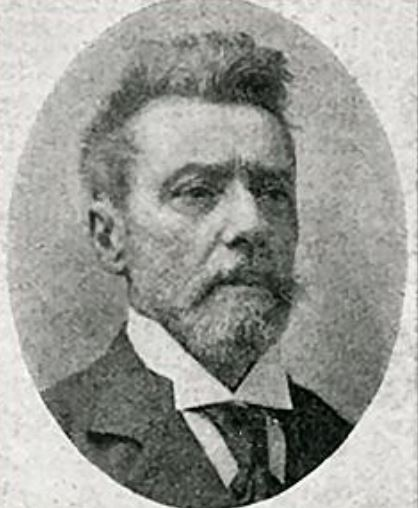
Gerard Johannes Koekkoek (1871–1956)